# Длиннощёкие осы
Длиннощёкие осы (лат. Dolichovespula) — широко распространённый в Северном полушарии род перепончатокрылых насекомых семейства настоящих ос (Vespidae). Таксон сестринский роду настоящих ос Vespula.

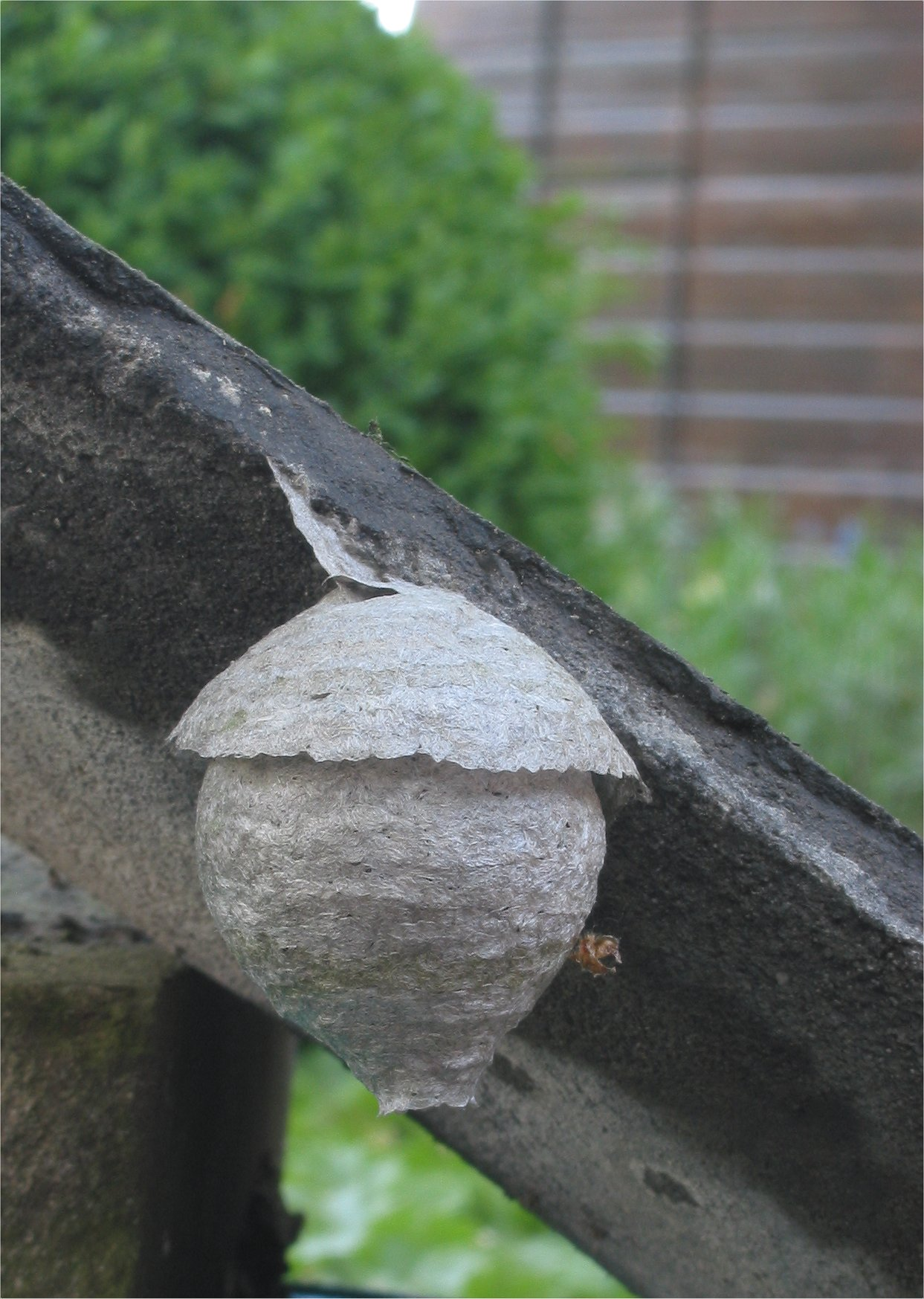
Dolichovespula saxonica

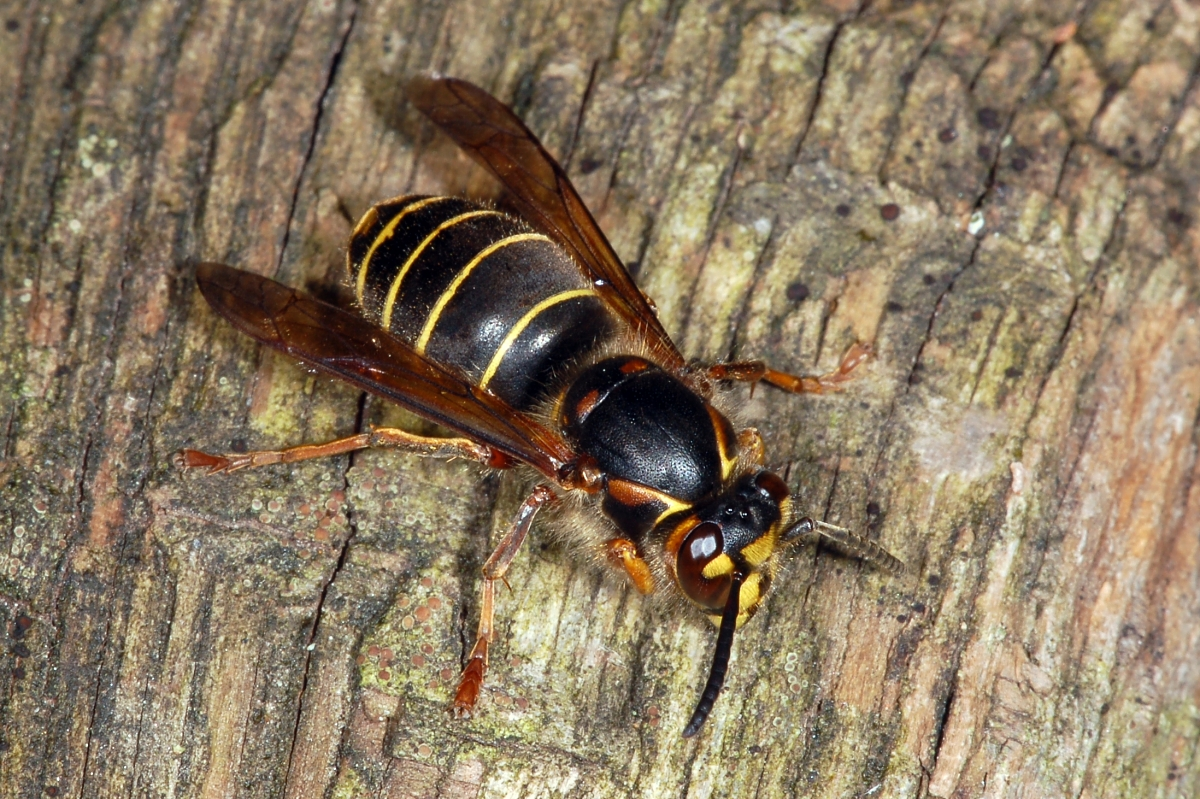
Dolichovespula media

## Распространение
В основном обитатели Северного Полушария. Во всем мире известно 18 видов, которые распространены в Голарктике и Ориентальной области. 6 видов, как например, Dolichovespula maculata встречаются в Северной Америке. В Европе 7 видов, в том числе в Средней Европе 6 обычных видов.

## Описание
Общественные осы, строящие «бумажные» надземные гнезда, прикрепляя их к ветвям деревьев и кустарников. От близкого рода Vespula отличаются удлинёнными щёками (др.-греч. δολιχός — длинный) и тем, что между глазами и жвалами есть широкий промежуток (у Vespula глаза почти соприкасаются с мандибулами). Относительно миролюбивые виды.

## Виды
Известно около 20 видов:
- Dolichovespula adulterina (Buysson, 1905)
- Dolichovespula albida Sladen 1918
- Dolichovespula alpicola Eck 1984
- Dolichovespula arenaria (Fabricius, 1775)
- Dolichovespula arctica Rohwer 1918
- Dolichovespula asiatica Archer, 1981
- Dolichovespula baileyi Archer, 1987[8]
- Dolichovespula carolina (Linnaeus, 1767)
- Dolichovespula flora Archer, 1987[8]
- Dolichovespula kuami Kim, 1996[9][10][11]
- Dolichovespula lama (Buysson, 1903)
- Dolichovespula loekenae Eck, 1980
- Dolichovespula maculata (Linnaeus, 1763)
- Dolichovespula media (Retz., 1783)
- Dolichovespula norvegicoides (Sladen, 1918)
- Dolichovespula norwegica (Fabricius 1781)
- Dolichovespula omissa (Bischoff, 1931)
- Dolichovespula pacifica (Birula, 1930)[12]
- Dolichovespula pacifica xanthicincta Archer, 1980[12]
- Dolichovespula panda Archer, 1980[12]
- Dolichovespula saxonica (Fabricius, 1793)
- Dolichovespula sinensis (Archer, 1987)[8]
- Dolichovespula stigma Lee 1986
- Dolichovespula sylvestris (Scopoli, 1763)